# Ластівці (Кам'янець-Подільський район)
Ла́стівці — село в Україні, у Жванецькій сільській територіальній громаді Кам'янець-Подільського району Хмельницької області.

## Назва
Село належало братам «Ластовецьким» чи «Лостовським» від них отримало і назву.

## Географія
Подільське село Ластівці розташоване по обидва береги річки Жванчик, за 23 кілометра від Кам'янця-Подільського та за 6 кілометрів від автошляху національного значення Н03.

## Історія
Перша письмова згадка про село «Losthowcze» датується 1493 роком, а дещо пізніше зустрічаються назви: «Лостовци» (1530—1542), «Lutofce» (1630), «Лошковціи» (1800), «Ластівці» (1926).
На селянській садибі знайдено золотий дукат з вільного імперського міста Франкфурт 1645 року.
Внаслідок поразки визвольних змагань на початку XX століття, село надовго окуповане російсько-більшовицькими загарбниками.
Радянська окупація принесла колективізацію та розкуркулення, мешканці села зазнали репресій.
В 1932–1933 селяни села пережили сталінський голодомор.
З 1991 року в складі незалежної України.
8 вересня 2017 року шляхом об'єднання сільських рад, село увійшло до складу Жванецької сільської громади, до цього органом місцевого самоврядування була Ластовецька сільська рада.

## Населення
За переписом населення України 2001 року населення становить 591 особа.

## Відомі люди

### Уродженці
- Фаренюк Петро Васильович (1932—2006) — український поет, автор збірки віршів і поем «Жива пісня» (Кам'янець-Подільський, 2011).
- Діонісій Кшичковський (1861—1943) — польський архітектор.[3]
- Розум'як Вадим — український військовослужбовець 59 мотопіхотної бригади, учасник російсько-української війни.[4]

## Охорона природи
Село лежить у межах національного природного парку «Подільські Товтри».

## Галерея

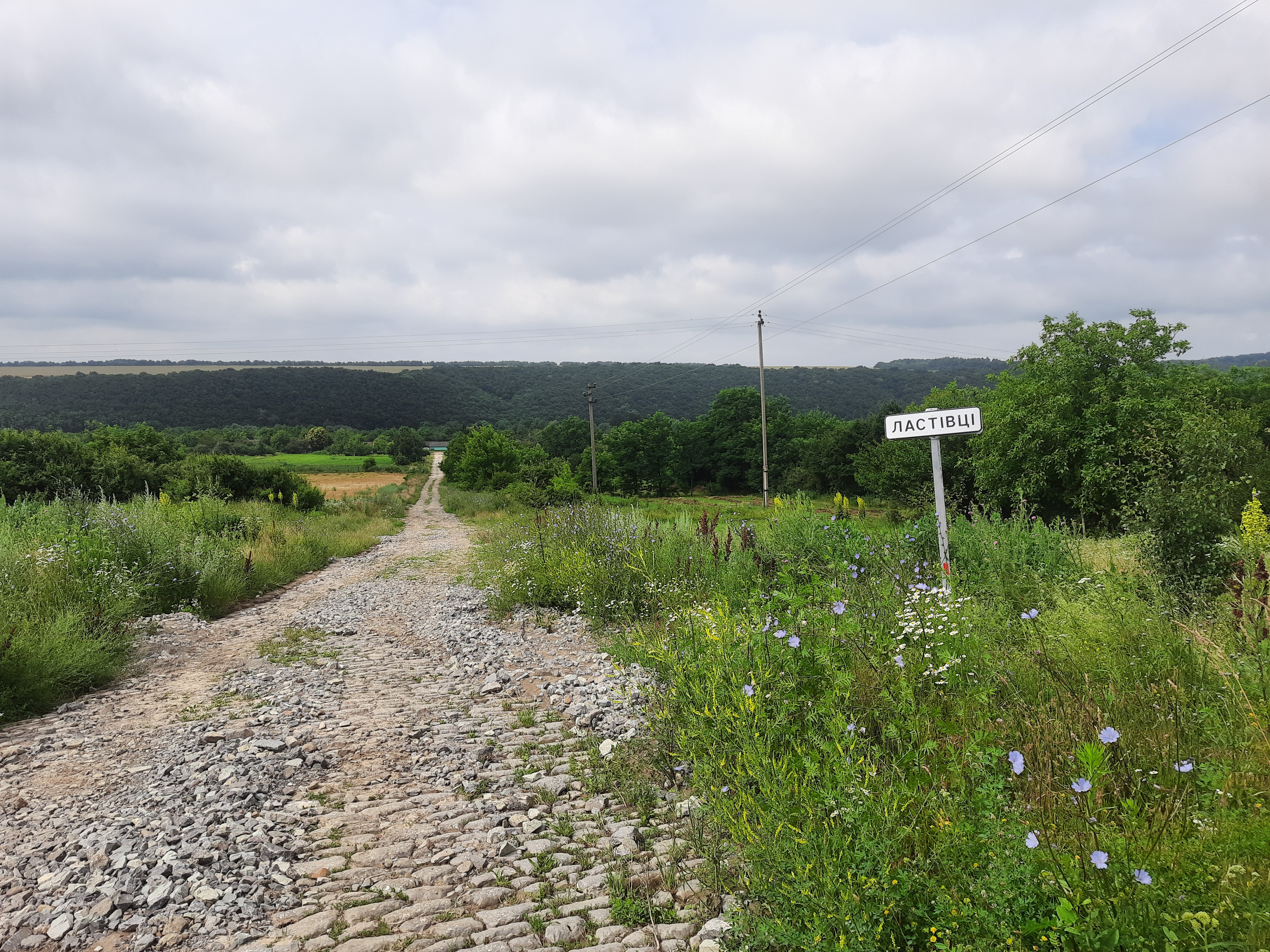
Дорога на село
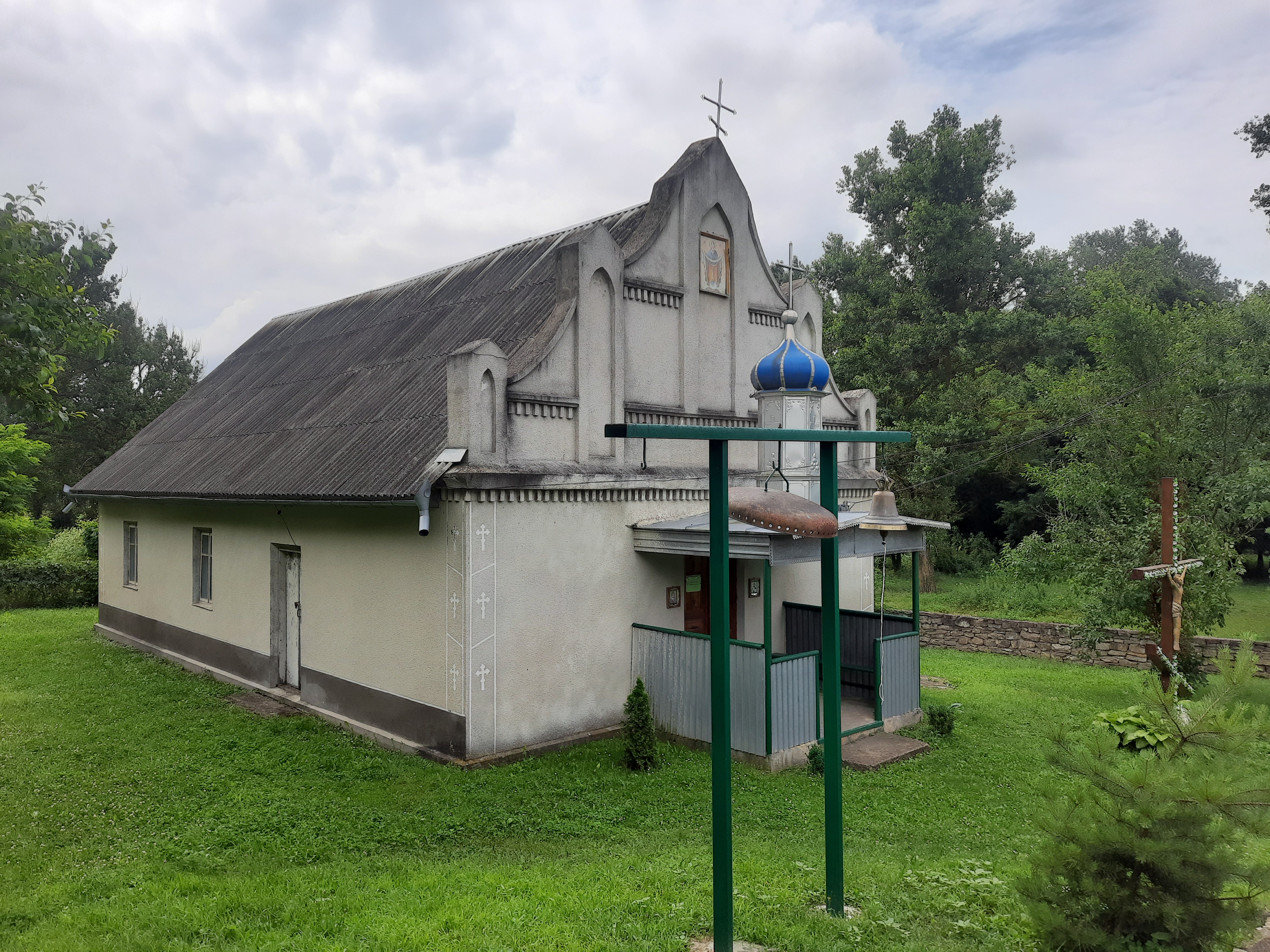
Церква Покрови Пресвятої Богородиці
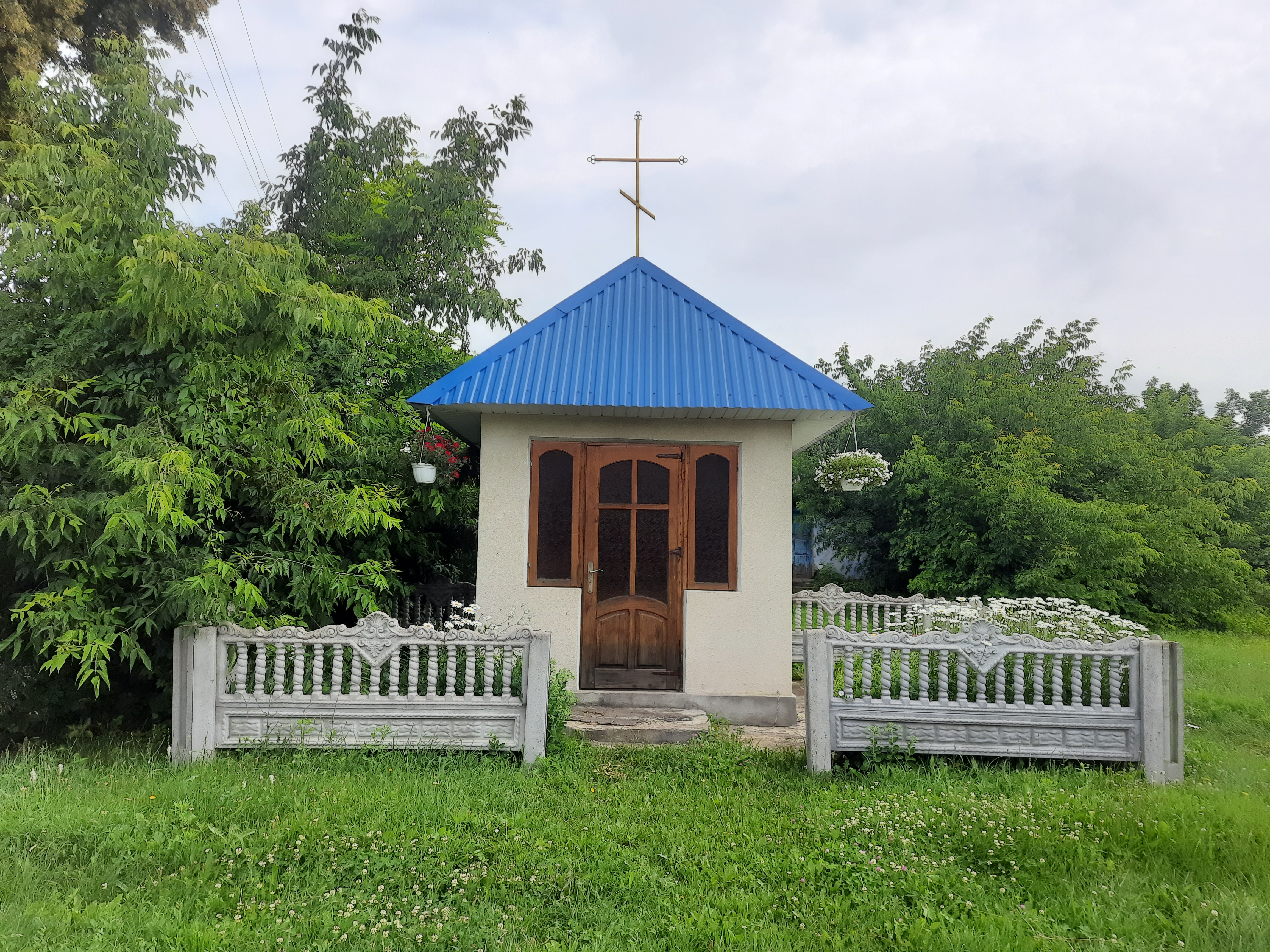
Капличка
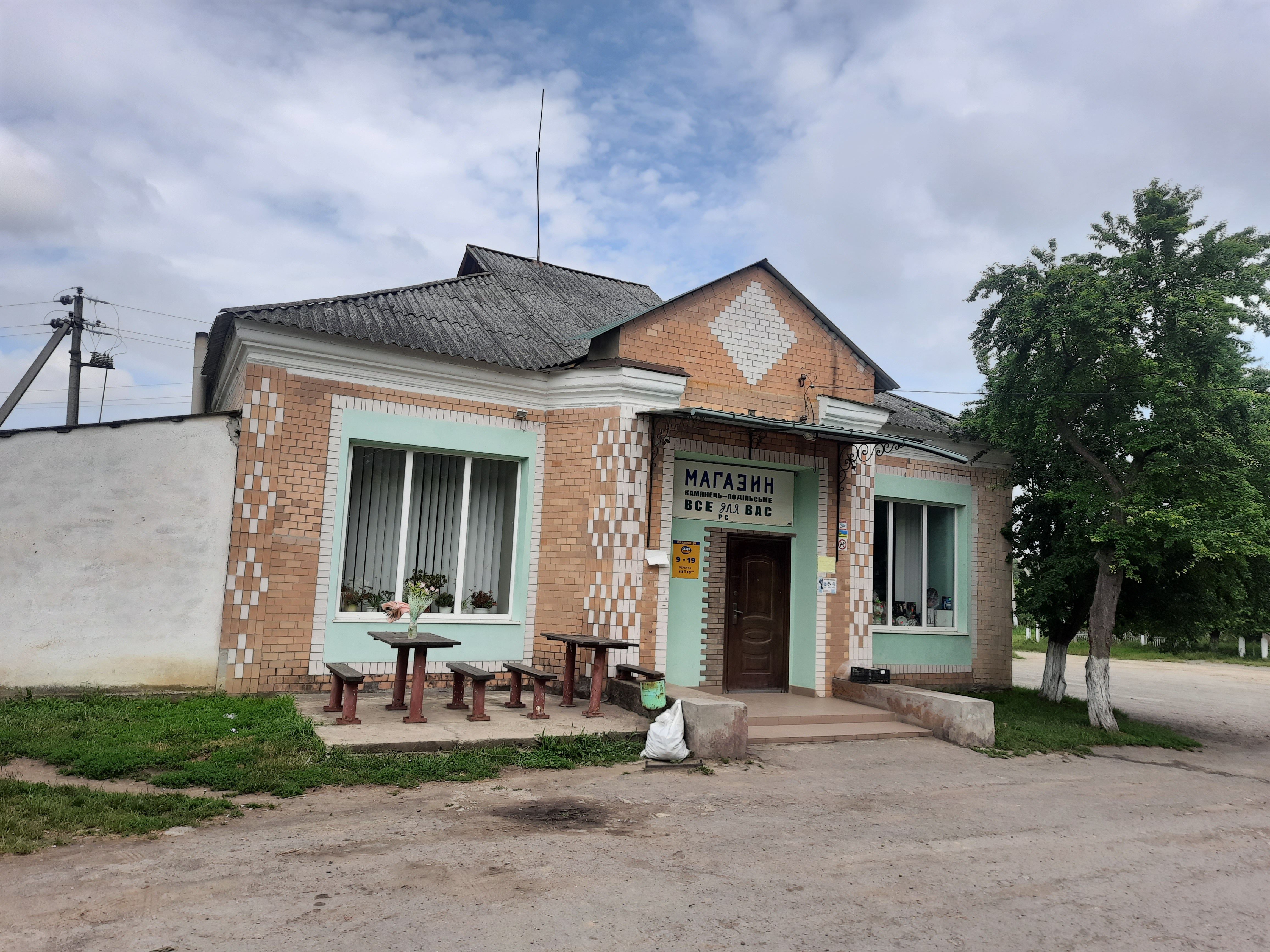
Крамниця
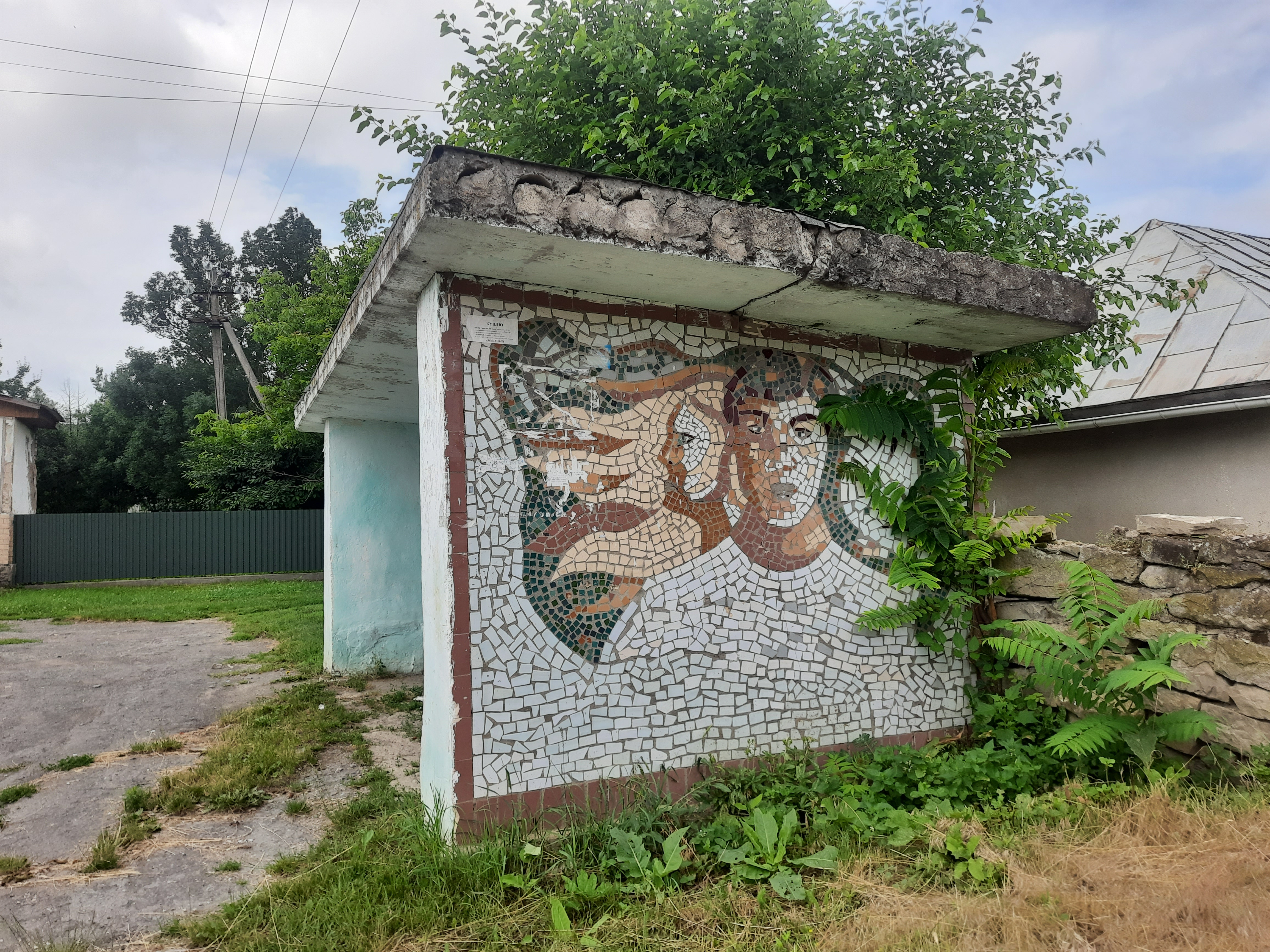
Автобусна зупинка
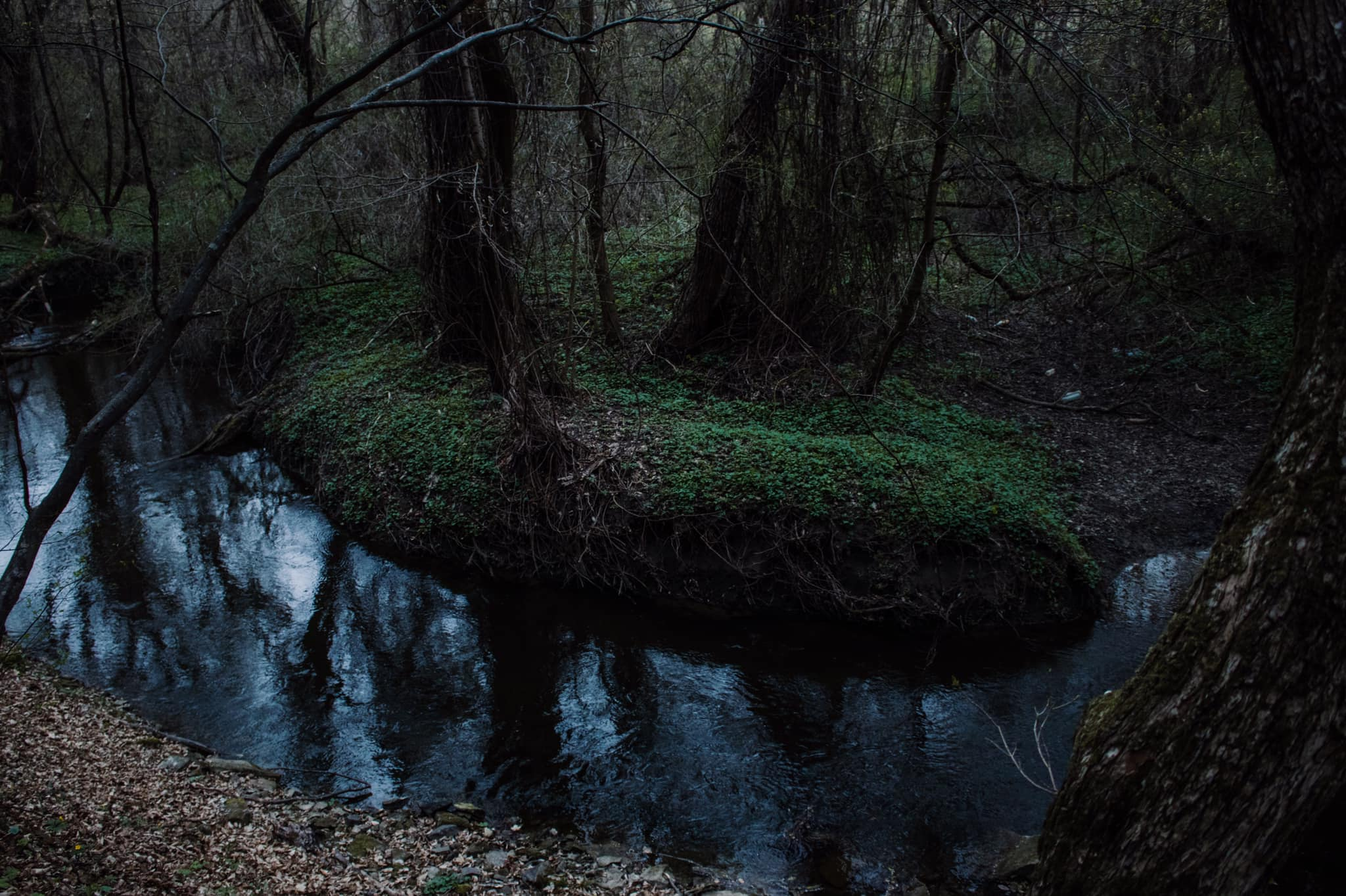
Ліс та річка в с. Ластівці
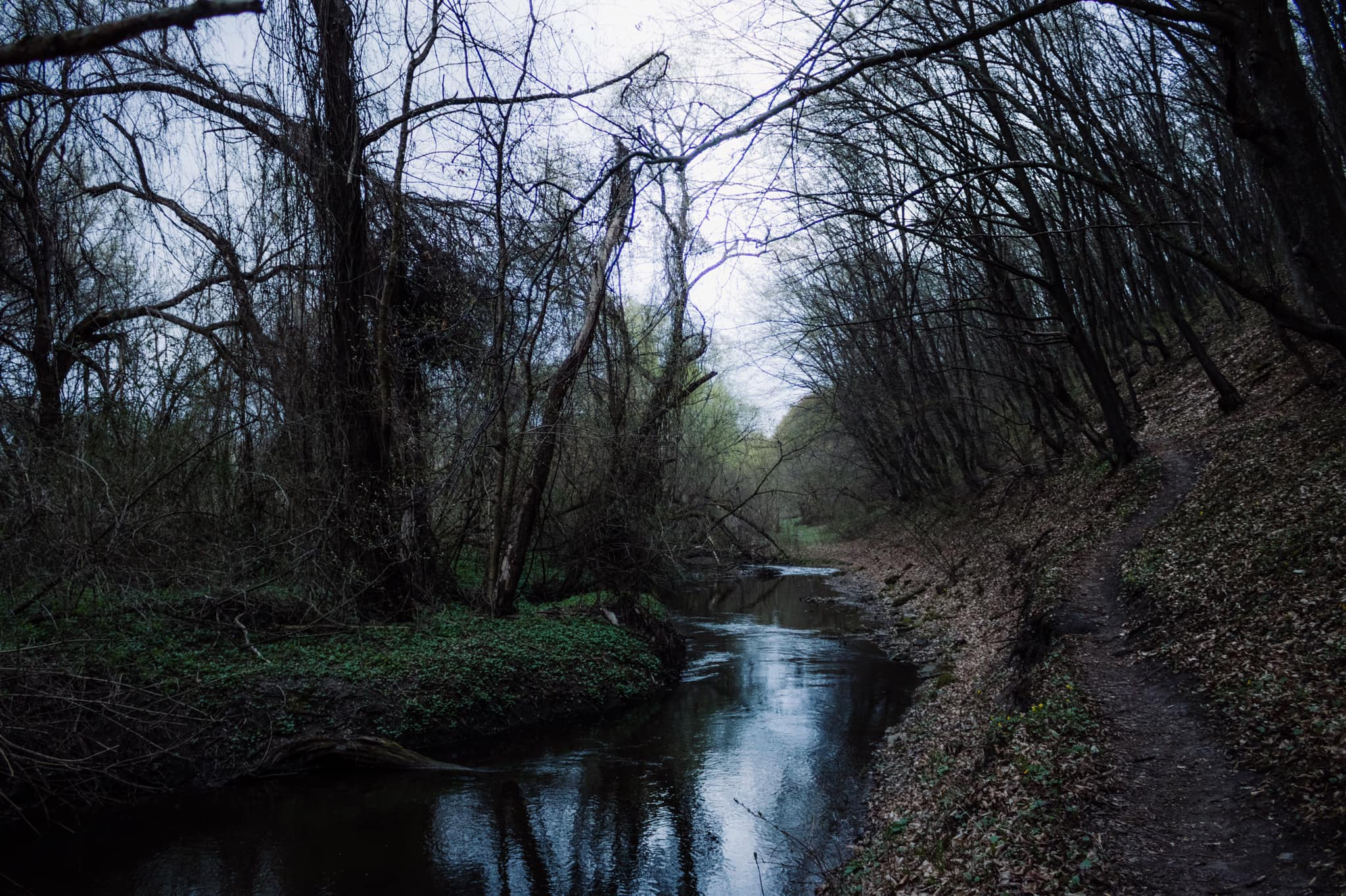
Річка що тече через ліс
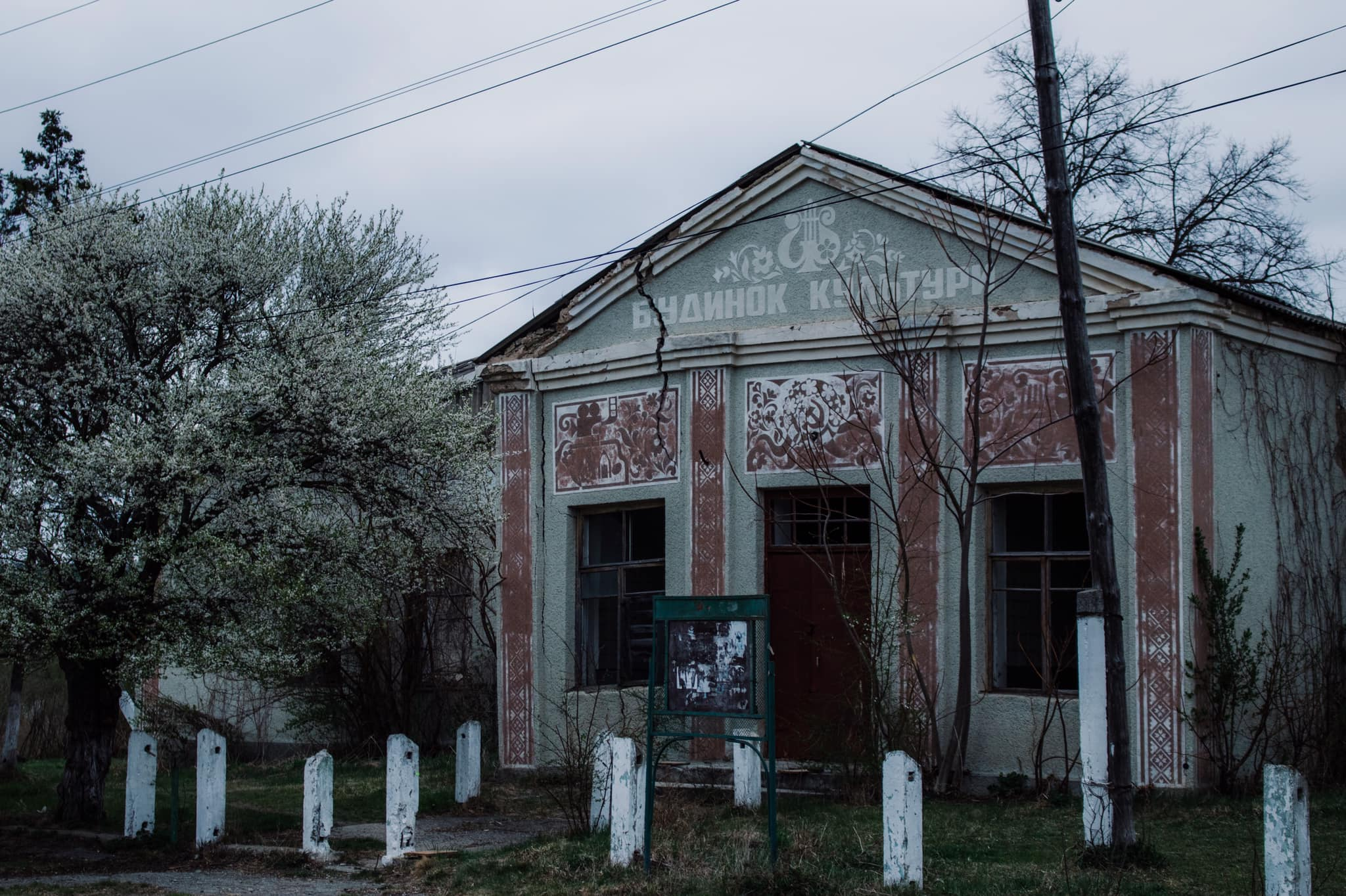
Будинок культури с. Ластівці